# 煤炭壩鎮
煤炭壩鎮（ばいたんはちん）は中華人民共和国湖南省長沙市寧郷市の鎮。

## 行政区画
- 煤炭壩社区
- 賀石橋村
- 竜石村
- 張家湾村
- 傅家沖村
- 石新村
- 楠竹山村
- 双竜村
- 棤樹村
- 磚塘村
- 菖絲村
- 賀家湾村

## 歴史
- 漢代、煤炭壩鎮は長沙国の管轄に属する。

- 晋代、煤炭壩鎮は新康県の管轄に属する。

- 唐代、煤炭壩鎮は寧郷県の管轄に属する。

- 1949年後、煤炭壩鎮は寧郷県回竜鋪区の管轄に属する。

- 1995年、旧制煤炭壩鎮、煤炭壩郷、賀石橋郷を母体に新制「煤炭壩鎮」として発足。

## 経済

### 名物・特産品
- 石炭

## 地理
煤炭壩鎮は寧郷市の北部に位置し、北は桃江県灰山港鎮、益陽市赫山区岳家橋鎮と、東は菁華鋪郷、回竜鋪鎮と、西は喩家坳郷と、南は大成橋鎮とそれぞれ接している。
- 河川：群英河

## 教育
- 煤炭壩中学

## 交通

### 道路
- 省道：省道206線
- 県道：玉煤道路、煤双線、煤回線

## 観光
- 白石庵

## 出身有名人
- 賀耀祖：日本東京振武学校・陸軍士官学校卒業、中国国民党国民革命軍中将[3]。